# Iouri Fomine
Pour les articles homonymes, voir Fomine.
Iouri Fomine (en russe : Юрий Фомин) est un joueur russe de volley-ball né en 1982. Il mesure 1,92 m et joue libero.

## Clubs
| Club                  | De        | À         |
| --------------------- | --------- | --------- |
| Ouralsviazinform Perm | 2000-2001 | 2005-2006 |
| Prikame Perm          | 2006-2007 | ...       |

## Palmarès
Néant.